# سیاهرگ بازویی
سیاهرگ بازویی یا ورید براکیال (به انگلیسی: Brachial vein) جزو شبکه سیاهرگی عمقی اندام فوقانی بوده و از به هم پیوستن سیاهرگ زند زبرین (رادیال) و سیاهرگ زند زیرین (اولنار) تشکیل می‌شود.
پس از به هم پیوستن دو سیاهرگ زند زبرین و زیرین در حفره آرنج (کوبیتال)، سیاهرگ بازویی شکل می‌گیرد و به سمت فوقانی بازو در کنار سرخرگ بازویی طی مسیر می‌کند و در سطح تحتاتی ماهیچه گرد بزرگ (ترس ماژور) به سیاهرگ زیربغلی (آگزیلاری) تبدیل می‌شود.

## در طب قدیم
در طب قدیم، به سیاهرگ بازویی در فارسی، هفت‌اندام و رگ بدن می‌گفتند و چون خون این رگ به نسبت بیشتر بوده و رنگ آن سرمه‌ای (کحلی) است به آن اکحل هم گفته می‌شد. باور بر این بود که بریدن و گشودن (فصد) این رگ به منزله تنقیه کل بدن بوده و در همه بیماری‌های فراگیر و غلبه خون سودمند است.
در لغتنامه دهخدا این سیاهرگ، «رگ میانگی دست» توصیف شده و آمده‌است که به این سبب به این رگ هفت‌اندام می‌گویند «که به فصد آن خون سر و سینه و پشت و دست و پا خارج می‌شود.».
نظامی گنجوی با اشاره به این رگ می‌گوید:
ز گرمی برده عشق آرام او را
به جوش آورده هفت‌اندام او را.